# Hollywood atakuje
Hollywood atakuje (ang. State and Main) – amerykańsko-francuska tragikomedia z 2000 roku.

## Opis fabuły
Do małego miasteczka w Vermont przybywają filmowcy. Zrealizowanie filmu nie będzie jednak łatwe: nie ma młyna, gwiazdor nie jest w stanie utrzymać w ryzach seksualnego apetytu, aktorka nie chce pokazać przed kamerą piersi, a mieszkańcy miasteczka zaczynają mieć filmowców dość.

## Obsada
- Alec Baldwin – Bob Barrenger, aktor
- Charles Durning – George Bailey, burmistrz
- Clark Gregg – Doug MacKenzie
- Philip Seymour Hoffman – Joseph Turner White, scenarzysta
- Patti LuPone – Sherry Bailey
- William H. Macy – Walt Price, reżyser
- David Paymer – Marty Rossen, producent
- Sarah Jessica Parker – Claire Wellesley, aktorka
- Rebecca Pidgeon – Ann Black, właścicielka biblioteki
- Julia Stiles – Carla Taylor

i inni